# 皇宮警察官
皇宮警察官（こうぐうけいさつかん）は、かつて存在した宮内省の官職（宮内官）。宮内省皇宮警察に所属する職員であった。現在の皇宮護衛官の前身である。

## 概要

皇宮警察官の大旗

天皇や皇族の護衛、宮城（皇居）、御所、離宮、御用邸などの警衛を担当するなど、現行の皇宮護衛官と職務内容はほぼ同じであるが、最大の相違点は司法警察権が付与されておらず、特別司法警察職員として認められていなかったことである。
当時は「聖域に犯罪なし」という考えが大勢を占めていたのが原因である。「司法警察官吏及司法警察官吏ノ職務ヲ行フヘキ者ノ指定等ニ関スル件」（大正12年勅令第528号）の制定に際し、司法省から宮内省へ司法警察権付与の問い合わせがあったが、宮内省は「必要なし」と回答している。
とはいえ、宮城内で全く犯罪が無いというわけではなかった。現行犯や準現行犯の場合、逮捕後ただちに司法警察職員に引き渡さなくてはならない。非現行犯の場合は、証拠物件の散逸を防ぎ、司法警察職員のために捜査資料を収集することとされた。また一部の皇宮警察官を警視庁警察官を兼任させることで司法警察権を付与し、事件の処理にあたらせた。

## 階級
| 序列 | 階級       |
| ---- | ---------- |
| 1    | 皇宮警察長 |
| 2    | 皇宮警視   |
| 3    | 皇宮警部   |
| 4    | 皇宮警手   |

## 服制
現行の皇宮護衛官の制服は警察官の制服を準用しているが、皇宮警察官は宮内官であるので、当時の警察官の制服とは意匠を異にしていた。例えば帽章は旭日章ではなく、菊花紋章であった。
また司法警察権はなかったものの、武器携帯は認められており、通常はサーベルで武装していた。1932年（昭和7年）に発生した五・一五事件を機に、一般の警察官よりも早く拳銃携帯を実施した。また、皇宮警察（済寧館）剣道師範中山博道の推薦で、源良近作の日本刀が配備された。

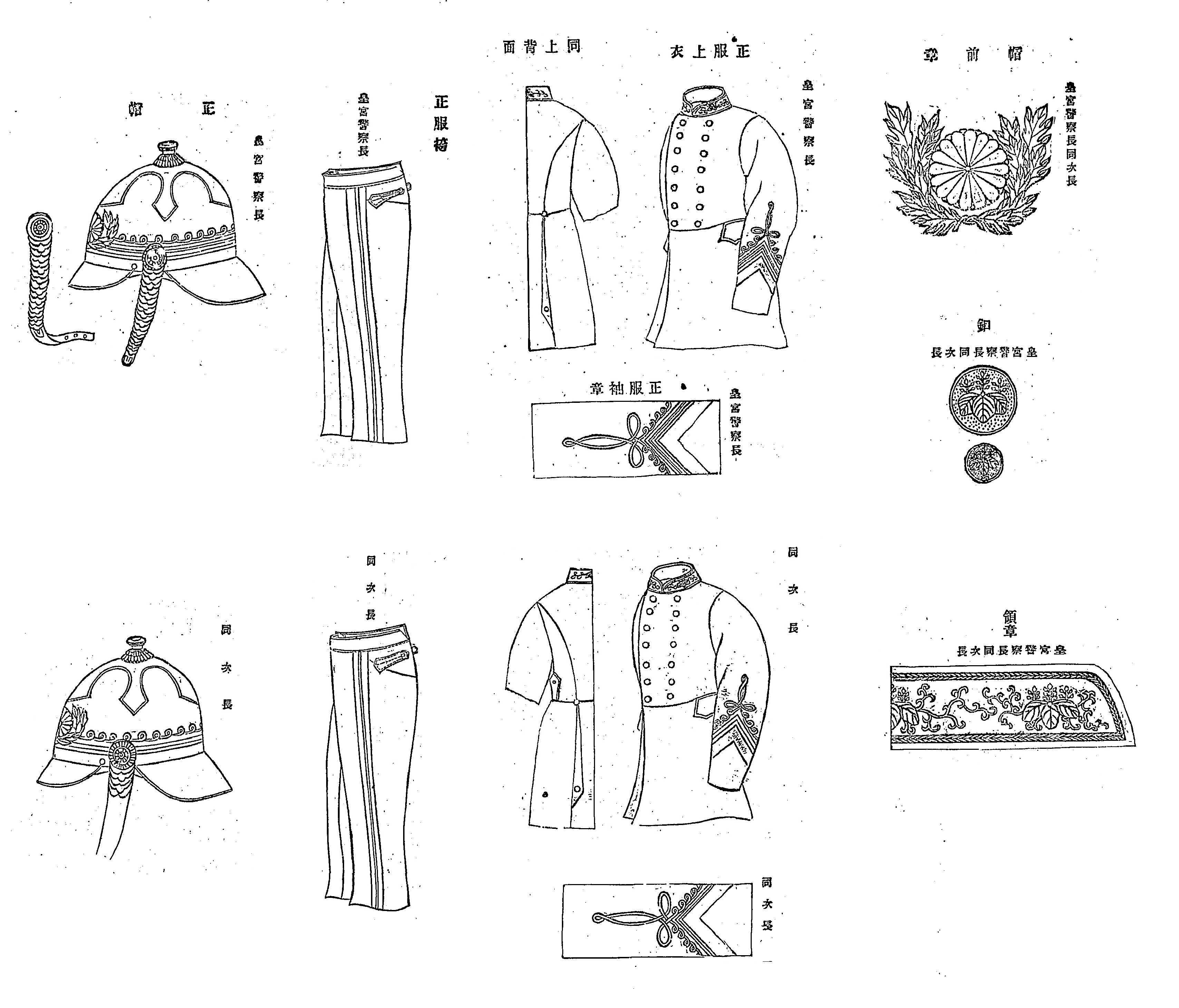
皇宮警察長・同次長（明治19年制式）
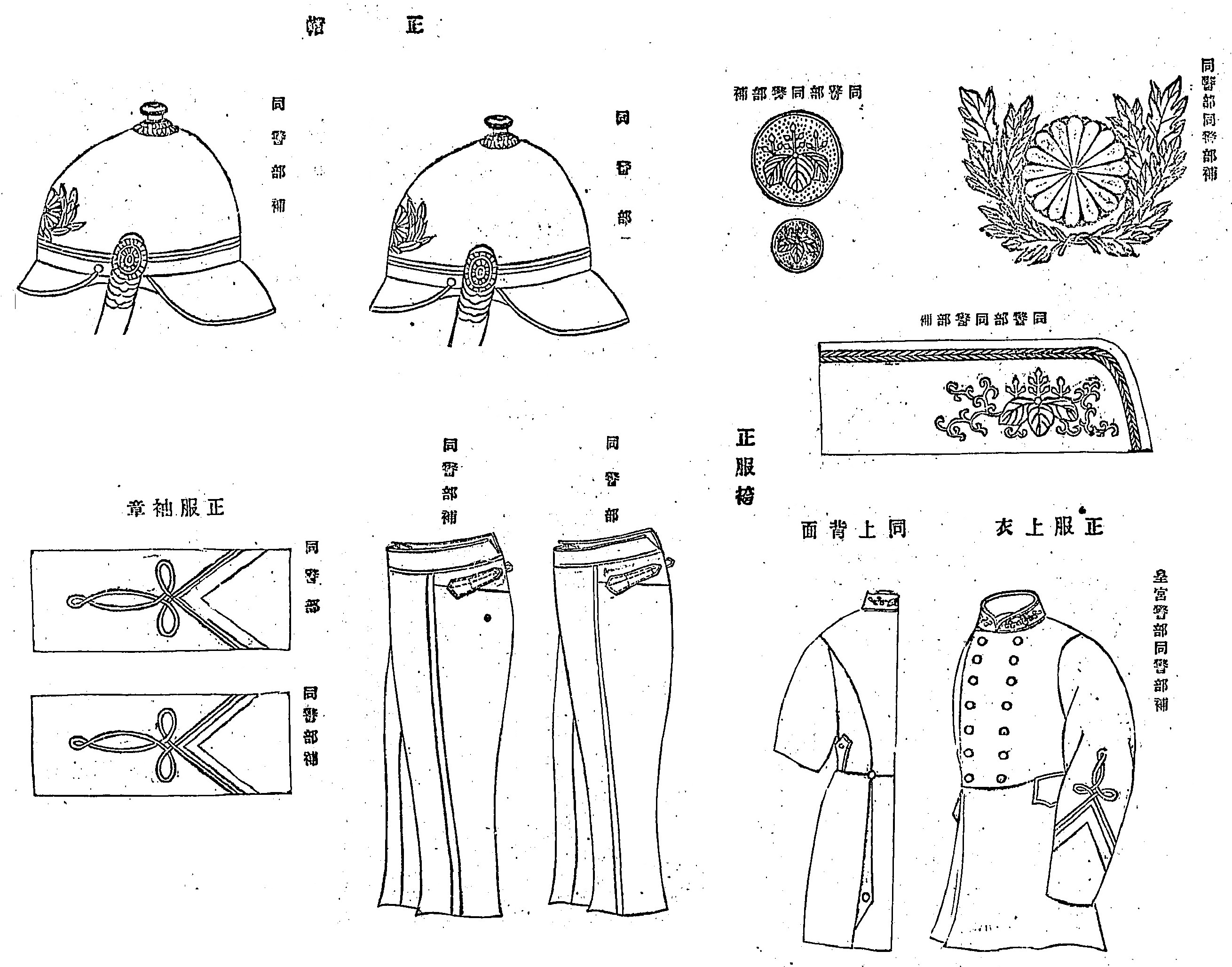
皇宮警部・同警部補（明治19年制式）
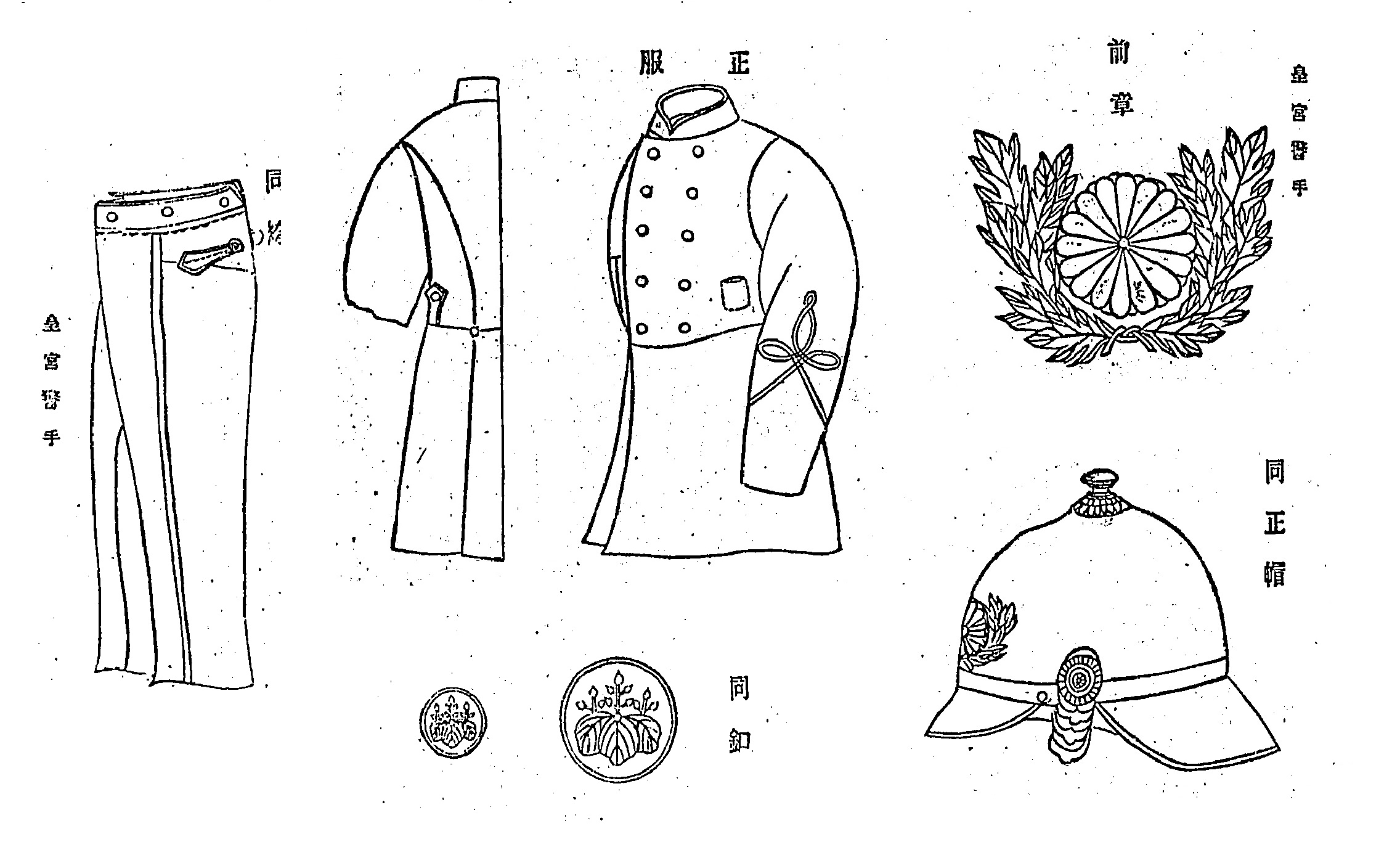
皇宮警手（明治19年制式）
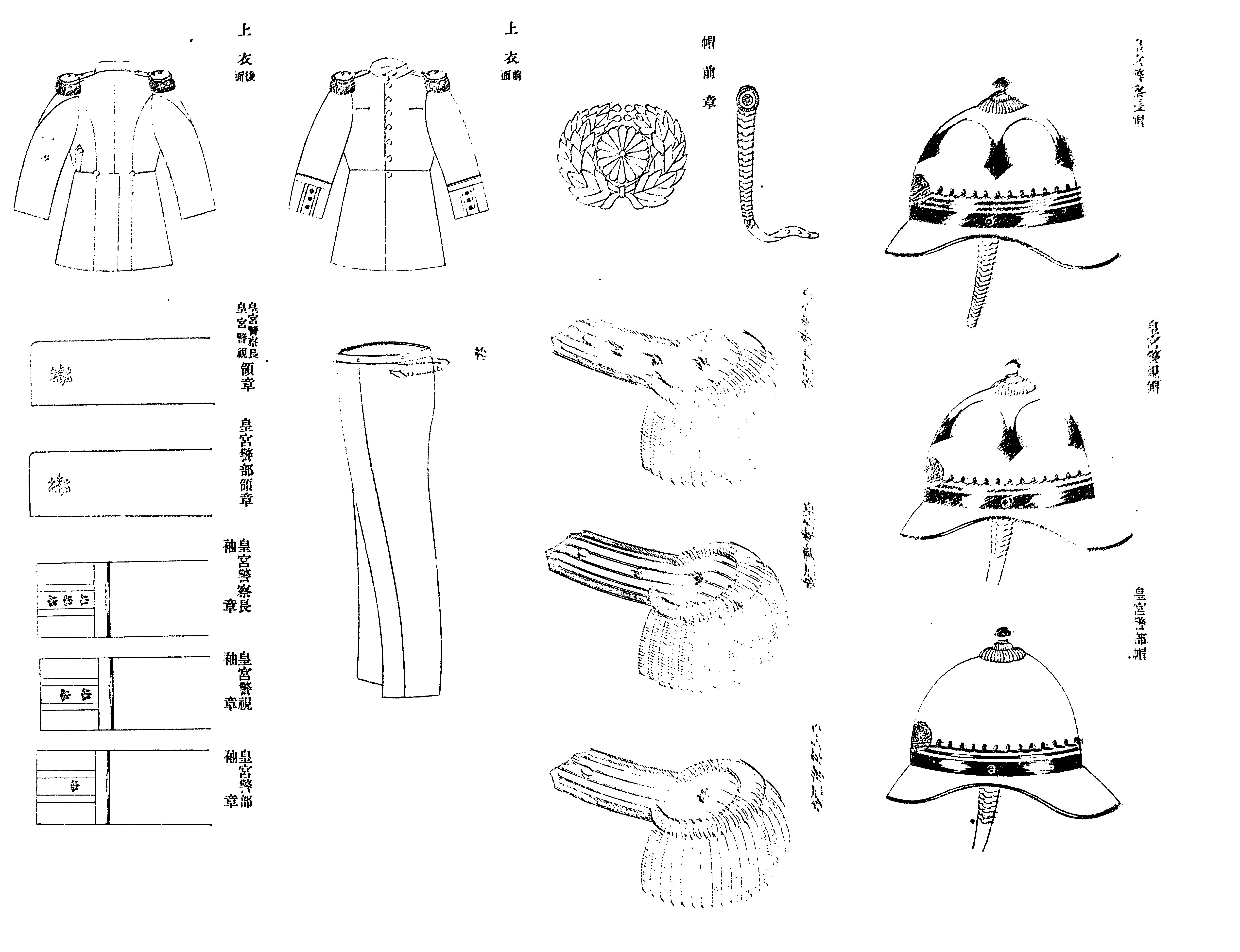
皇宮警察官（昭和3年制式）